# حوار الحضارات

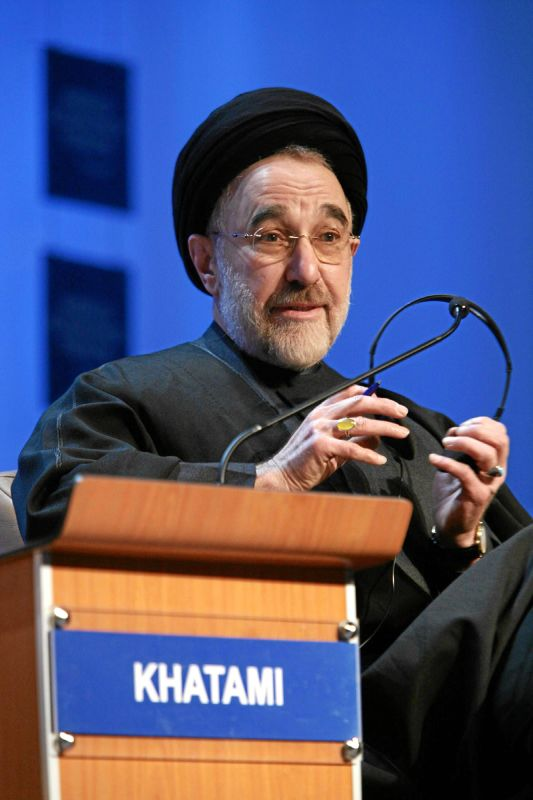

حوار الحضارات فكرة من أول من تكلم بها المفكر الفرنسي روجيه جارودي عبر نظريته الرائدة ومشروعه للجمع بين الحضارات المختلفة على أساس أرضية مشتركة للتفاهم على مستوى شعوب الأرض وسماه بـ' حوار الحضارات '.
```
طرح الرئيس الإيراني 
محمد خاتمي
 نظرية حوار الحضارات في سبتمبر/أيلول 
1997
 خلال كلمة ألقاها في 
الجمعية العامة للأمم المتحدة
، حيث يرى أن فكرة حوار الثقافات محاولة من أجل التفاهم بغية دحض التصادم.
[
2
]
```

وتم إنشاء العديد من المؤتمرات والجمعيات والمؤسسات الداعية لترسيخ سياسة الحوار والتفاهم والتعايش السلمي بدلا من الصدام وتبني العديد من الكتاب هذه النظرية ودعوا إلى تنمية الحوار بين العالم الإسلامي والغرب حتى يمكن لكل طرف أن يتفهم الآخر ويتعايش معه وقد حددت الأمم المتحدة عام 2001 م عام حوار الحضارات وعينت مندوبا متخصصا لهذا المنصب.
م إنشاء العديد من المؤتمرات والجمعيات والمؤسسات الداعية لترسيخ سياسة الحوار والتفاهم والتعايش السلمي بدلا من الصدام وتبني العديد من الكتاب هذه النظرية ودعوا إلى تنمية الحوار بين العالم الإسلامي والغرب حتى يمكن لكل طرف أن يتفهم الآخر ويتعايش معه وقد حددت الأمم المتحدة عام 2001 م عام حوار الحضارات وعينت مندوبا متخصصا لهذا المنصب.

## مفهومه وأهدافه
حوار الحضارات هو التشاور والتفاعل الثقافي بين الشعوب، والقدرة على التكيف مع الأفكار المخالفة والتعامل مع جميع الآراء الثقافية والدينية والسياسية. تتعدد أهداف الحوار الحضاري، ومنها التعارف والتواصل والتفاعل والاحتكاك الحضاري. كما يعتبر الحوار الحضاري وسيلة أساسية لتجنب الصراعات.

## مجالات الحوار الحضاري ووسائله
من مجالات الحوار الحضاري:
• المجال الديني: يتجلى في الحوار بين الديانات كافة.
• المجال السياسي: هو الحوار بين مختلف التيارات السياسية.
• المجال الاقتصادي: هو التعاون الاقتصادي بين الدول في مختلف الأنشطة
الاقتصادية.
من وسائل الاتصال الحضاري بين المسلمين والمسيحيين:
• الحروب الصليبية.
• ترجمة المؤلفات العربية للغات الأوربية.
• المراكز التجارية الأوربية.
. التبادل الحضاري و الفكري بينهما.